# Isola Taš
L'isola Taš (in russo Остров Таш, ostrov Taš, in italiano "isola pietra") è un'isola russa che fa parte dell'arcipelago di Severnaja Zemlja ed è bagnata dal mare di Kara.
Amministrativamente fa parte del distretto di Tajmyr del Territorio di Krasnojarsk, nel Distretto Federale Siberiano.

## Geografia
L'isola è situata lungo la costa meridionale dell'isola Bolscevica, nello stretto di Vil'kickij (Пролив Вилькицкого, proliv Vil'kickogo), a meno di 1 km dal capo di Mordovin (мыс Мордовина, mys Mordovina).
È di forma leggermente allungata in direzione nord-sud e misura circa 500 m. Non ci sono rilievi importanti; nella parte settentrionale è presente un piccolo lago di origine lagunare.